# 19 Capricorni
19 Capricorni är en orange jätte i stjärnbilden Stenbocken.
19 Capricorni har visuell magnitud +5,78 och är synlig för blotta ögat vid god seeing. Den befinner sig på ett avstånd av ungefär 365 ljusår.